# Vestido de cóctel
Un vestido de cóctel es un vestido adecuado para ocasiones semiformales, a veces llamadas fiestas de cóctel o simplemente cócteles, normalmente celebradas a últimas horas de la tarde. 
Después de la Primera Guerra Mundial, la idea de la «mujer trabajadora» se hizo popular, y fue cada vez más común ver mujeres en un contexto social activo. Con la ayuda de organizaciones de liberación, la idea de una «mujer moderna» comenzó a surgir, y pronto la «mujer bebedora» podrá ser vista en contextos empresariales. Cada vez más compañías organizaban fiestas de cóctel para tener un ambiente entretenido donde empleados y clientes pudieran mezclarse. Estas fiestas empezaban normalmente a partir de las 5:00 p. m. Como se esperaba que los invitados pasearan y conocieran gente, la ropa para estas ocasiones solía ser funcional y cómoda. Esta prenda práctica y de moda se convirtió en una especie de uniforme popular para las mujeres progresistas de la élite en la década de 1920.

## Historia
Durante los años 1920, la clientela norteamericana de las 'coutures' francesas consistía principalmente en grandes almacenes estadounidenses que reproducían diseños franceses y promovían a los diseñadores galos. Esto dirigió a los diseñadores franceses a crear vestidos especialmente para los compradores estadounidenses. Dado que el cóctel se originó en Estados Unidos, los diseñadores franceses crearon su versión propia de un vestido de cóctel. Sin embargo, a diferencia de los cortes estrictos y profesionales de los vestidos de estilo americano, los franceses diseñaron prendas mucho más sueltas y libres, constando de una túnica superior de seda y pantalones palazzo rectos y fluidos, normalmente acompañados de una chaqueta larga y suelta. Estas prendas normalmente se usaban para reuniones exclusivas e íntimas. El estilo francés valoraba la elegancia y simplicidad en sus diseños mientras el estilo americano valoraba la eficacia y funcionalidad. Los clientes estadounidenses querían un único vestido que pudiera ser modificado a lo largo del día tan solo cambiando los accesorios. La tela del vestido y si incluía un sombrero de cóctel diferenciaba un vestido de día de un vestido de cóctel. A mediados de los años 1920, el dobladillo de los vestidos y faldas quedaba justo bajo la rodilla; en esta década incluso los vestidos de noche dejaron de ser largos hasta el suelo y como mucho llegaban al tobillo.

### La Gran Depresión
Para tomar en cuenta la Gran Depresión, diseñadores como Muriel King enfatizaron la importancia de los accesorios al diseñar vestidos sencillos, que también ayudaron al mercado de joyas, sombreros, guantes, y estuches. Además, después del Crac del 29, las fiestas privadas de cóctel se hicieron más populares que las reuniones corporativas formales ya que los estilos de vida lujosos ya no se consideraban modernos. Estos eventos ayudaron al surgimiento de nuevas modas para día y noche.

### Después de la Segunda Guerra Mundial

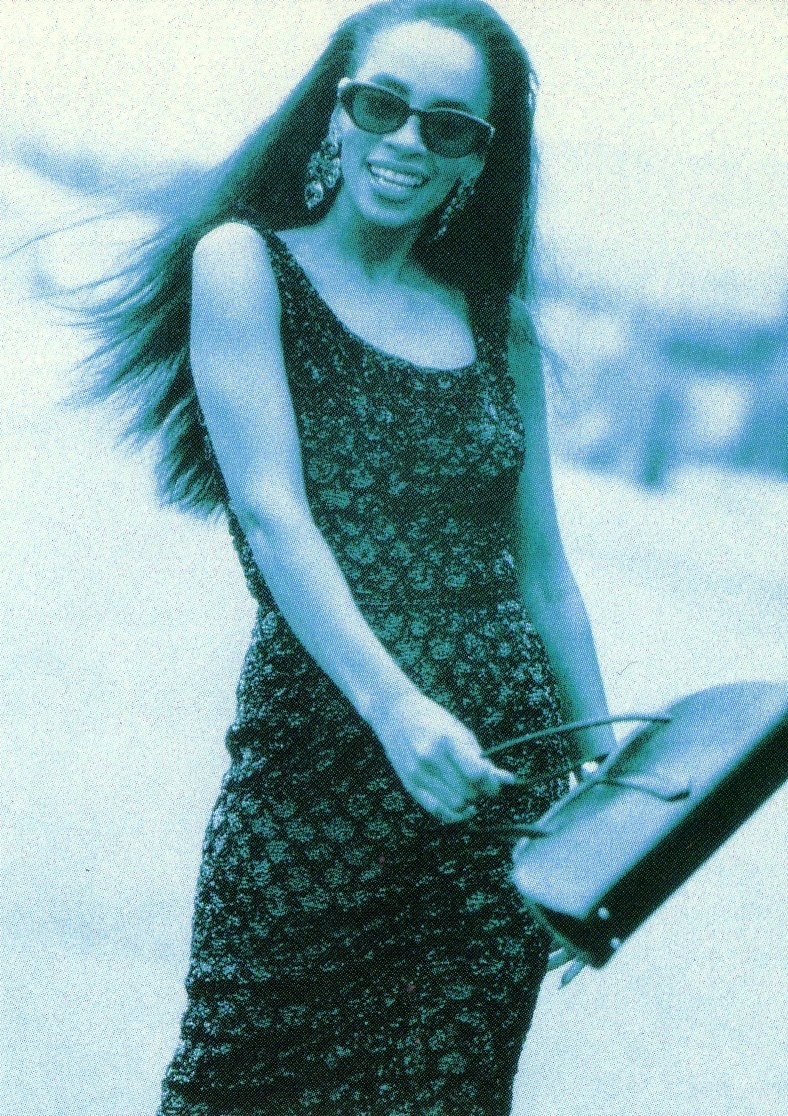
Jody Watley luciendo un antiguo vestido negro de cóctel de los años 1950 en 1990.

Después de la Segunda Guerra Mundial, Dior lanzó el "New Look", cuya silueta constaba de cintura ceñida, prendas más largas y faldas amplias. Este estilo halagaba la silueta femenina y creó un aura romántica alrededor de la estética. Dado que los cócteles seguían siendo muy populares, diseñadores estadounidenses como Anne Fogarty empezaron a crear vestidos de cóctel en estilo "New Look" utilizando tejidos menos caros. Prestigiosos diseñadores franceses, como Dior y Jacques Fath, vieron el gran mercado existente para vestidos de cóctel y empezaron a venderlos para los grandes almacenes estadounidenses.
Con la creciente viabilidad y popularidad de los viajes en avión, los vestidos de cóctel franceses se popularizaron mundialmente. Mientras mujeres francesas acomodadas viajaban a ciudades turísticas de moda, los diseños de sus vestidos de cóctel se extendieron entre la élite estadounidense. La alta costura francesa confiaba en los grandes almacenes estadounidenses y los viajes, mientras los diseñadores estadounidenses confiaban en revistas de moda, como Vogue y Vanity Fair, y la necesidad de vestirse de manera semi-formal para la hora del cóctel.
En 1948, Christian Dior denominó a este vestido informal de negocios "vestido de cóctel ", lo cual permitió a las tiendas por departamentos anunciar específicamente prendas y accesorios de “cóctel”, aumentando el crecimiento de las tiendas de moda o boutiques. La locura por la cultura del cóctel condujo también a un gran aumento de las ventas de productos de coctelería, como cocteleras, licores y martini.

## Composición
El vestido de cóctel estadounidense puede ser cualquier cosa desde un "vestidito negro" a un vestido de estampado floral o uno liso de tarde, siempre que sea llevado con accesorios. Estos pueden ser pendientes, collares de perlas, brazaletes, o broches (al estilo de los años 1950). Sin embargo, lo más común es lucir bisutería. Aunque es más económica, llevar grandes cantidades era visto como atrevido y lujoso, especialmente cuando acompañaba un vestido modesto. Además, las joyas se llevaban junto con sombreritos: de terciopelo, encaje, o crin de caballo; pequeños turbantes o gorritos ajustados de brocado, tafetán, o raso. Los guantes debían actualizarse según la moda y podían ser de cualquier longitud, material, o color. Los zapatos eran normalmente de tacón alto, pero las sandalias de satén de noche eran también comunes y podían ser teñidas para coincidir con el color del vestido.

## Etiqueta
A medida que los cócteles se volvían más sofisticados, el atuendo estaba sujeto a directrices más estrictas, lo cual permitía a los invitados diferenciar fácilmente las identidades de los asistentes a la fiesta, el organizador, la anfitriona, y la esposa. Había reglas estrictas de etiqueta ya que las mujeres necesitaban llevar guantes, a las anfitrionas no se les permitía llevar accesorios, y a las invitadas se les exigía llevar sombreros de cóctel, pero nunca en el interior.